# Montreuil-en-Auge
Montreuil-en-Auge är en kommun i departementet Calvados i regionen Normandie i norra Frankrike. Kommunen ligger i kantonen Cambremer som ligger i arrondissementet Lisieux. År 2022 hade Montreuil-en-Auge 65 invånare.

## Befolkningsutveckling
Antalet invånare i kommunen Montreuil-en-Auge
Referens:INSEE